# Sant Antoni de Portmany
Sant Antoni de Portmany là một đô thị trên đảo Ibiza, thuộc Quần đảo Balears, Tây Ban Nha.

The municipality of Sant Antoni de Portmany on Ibiza